# Väckelsen i Argentina
Väckelsen i Argentina är en kristen väckelse som pågått sedan början på 1980-talet.

## Historia

### Första vågen
Vid mitten av 1950-talet satt amerikanen Tommy Hicks på planet till Argentina när han upplevde att Gud sade att han skulle be för en man som hette Peron. Han frågade flygvärdinnan om det fanns någon som hetta Peron på planet, varpå hon svarade att det var namnet på Argentinas diktator.
Väl framme i Buenos Aires, gick han till presidentpalatset och bad om att få träffa Peron, men fick inte komma in. En av sekreterarna hade brutit benet. Hicks bad för henne och hon blev helad. Då fick han träffa och be för presidenten. Peron gav honom därefter tillåtelse att nå ut i media och predika, bland annat i radio och tidningar. Tusentals argentinier blev frälsta.

### Andra vågen
Vid mitten av 1960-talet började Juan Carlos Ortiz predika och väckelse uppstod. Denna väckelse var dock mestadels inom kyrkan.

### Tredje Vågen
Den väckelse som nu pågår i Argentina, började i mars 1983 när Carlos Annacondia ledde 40.000 personer till frälsning. Han hade då bara varit kristen i ett fåtal år. I början var det frågor om det hela var från Gud eller från Satan.

## Nyckelpersoner inom rörelsen
Den som anses ha startat den senaste väckelsen är Carlos Annacondia, en tidigare affärsman, som turnerar över hela Argentina och även ut i världen.
Claudio Freidzon, pastor i församlingen Rey de Reyes i Buenos Aires som han grundade 1986 och som nu har cirka 15.000 deltagare vid varje gudstjänst. Han var en av personerna som inspirerade John Arnott i Toronto Airport Vineyard Church, vilket ledde till Torontovälsignelsen.
Héctor Giménez är en före detta kriminell som blev kristen och predikant och som har sett sin församling öka till 150.000 medlemmar.
Omar Cabrera arbetade i samma anda som Annacondia, men blev mycket motarbetad till en början. Han har nu fått upprättelse och hjälper Annacondia att predika.

## Spridning
Väckelsen i Argentina har inspirerat kyrkor över hela världen.
Claudio Freidzon inspirerade Rodney Howard-Browne, Randy Clark och John Arnott till Torontovälsignelsen, som i sin tur hade en stor inverkan på den karismatiska kyrkan världen över. 
Annacondia och Freidzon var två av huvudtalarna vid firandet av 100-årsjubileet av Väckelsen på Azusa Street.